# Démographie de la Vendée
La démographie de la Vendée est caractérisée par une densité moyenne et une population âgée qui croît rapidement depuis les années 1960.
Avec ses 706 343 habitants en 2022, le département français de la Vendée se situe en 35e position sur le plan national.
En six ans, de 2015 à 2021, sa population s'est accrue de près de 32 800 unités, c'est-à-dire de plus ou moins 5 500 personnes par an. Mais cette variation est différenciée selon les 255 communes que comporte le département.
La densité de population de la Vendée, 105,1 habitants par kilomètre carré en 2022, est inférieure à celle de la France entière qui est de 107,1 hab./km2 pour la même année.

## Évolution démographique de la Vendée
En 2022, le département comptait 706 343 habitants, en évolution de +5,33 % par rapport à 2016 (France hors Mayotte : +2,11 %).
| 1791 | 1801    | 1806    | 1821    | 1826    | 1831    | 1836    | 1841    | 1846    |
| ---- | ------- | ------- | ------- | ------- | ------- | ------- | ------- | ------- |
| -    | 243 426 | 268 444 | 316 587 | 322 696 | 330 350 | 341 312 | 356 453 | 376 184 |

| 1851    | 1856    | 1861    | 1866    | 1872    | 1876    | 1881    | 1886    | 1891    |
| ------- | ------- | ------- | ------- | ------- | ------- | ------- | ------- | ------- |
| 383 734 | 389 683 | 395 695 | 404 473 | 401 446 | 411 781 | 421 642 | 434 808 | 442 355 |

| 1896    | 1901    | 1906    | 1911    | 1921    | 1926    | 1931    | 1936    | 1946    |
| ------- | ------- | ------- | ------- | ------- | ------- | ------- | ------- | ------- |
| 441 735 | 441 311 | 442 777 | 438 520 | 397 292 | 395 602 | 390 396 | 389 211 | 393 787 |

| 1954    | 1962    | 1968    | 1975    | 1982    | 1990    | 1999    | 2006    | 2011    |
| ------- | ------- | ------- | ------- | ------- | ------- | ------- | ------- | ------- |
| 395 641 | 408 928 | 421 250 | 450 641 | 483 027 | 509 356 | 539 664 | 597 185 | 641 657 |

| 2016    | 2021    | 2022    | - | - | - | - | - | - |
| ------- | ------- | ------- | - | - | - | - | - | - |
| 670 597 | 699 459 | 706 343 | - | - | - | - | - | - |

## Population par divisions administratives

### Arrondissements
Le département de la Vendée comporte trois arrondissements. La population se concentre principalement sur l'arrondissement de la Roche-sur-Yon, qui recense 43 % de la population totale du département en 2022, avec une densité de 123,2 hab./km2, contre 37 % pour l'arrondissement des Sables-d'Olonne et 20 % pour celui de Fontenay-le-Comte.
| Arrondissement      | Population(2022) | Variation(2022/2016)                       | Superficie(km2) | Densité(hab./km2) |
| ------------------- | ---------------- | ------------------------------------------ | --------------- | ----------------- |
| La Roche-sur-Yon    | 306 623          | en évolution de +5,14 % par rapport à 2016 | 2 489,1         | 123,2             |
| Les Sables-d'Olonne | 259 243          | en évolution de +9,22 % par rapport à 2016 | 1 914,7         | 135,4             |
| Fontenay-le-Comte   | 140 477          | en évolution de −0,81 % par rapport à 2016 | 2 315,8         | 60,7              |
| Source : Insee.     |                  |                                            |                 |                   |

### Communes de plus de10 000 habitants
Sur les 255 communes que comprend le département de la Vendée, 98 ont en 2021 une population municipale supérieure à 2 000 habitants, 26 ont plus de 5 000 habitants, huit ont plus de 10 000 habitants et deux ont plus de 25 000 habitants : La Roche-sur-Yon et Les Sables-d'Olonne.
Les évolutions respectives des communes de plus de 10 000 habitants sont présentées dans le tableau ci-après.
| Commune               | Population(2022) | Variation(2022/2016)                        | Superficie(km2) | Densité(hab./km2) |
| --------------------- | ---------------- | ------------------------------------------- | --------------- | ----------------- |
| La Roche-sur-Yon      | 54 699           | en évolution de +1,78 % par rapport à 2016  | 87,52           | 625               |
| Les Sables-d'Olonne   | 48 740           | -                                           | 85,66           | 569               |
| Challans              | 22 890           | en évolution de +12,74 % par rapport à 2016 | 64,84           | 353               |
| Montaigu-Vendée       | 20 754           | -                                           | 116,65          | 177,9             |
| Les Herbiers          | 16 589           | en évolution de +3,86 % par rapport à 2016  | 88,78           | 186,9             |
| Fontenay-le-Comte     | 13 806           | en évolution de +2,85 % par rapport à 2016  | 34,05           | 405,5             |
| Saint-Hilaire-de-Riez | 12 923           | en évolution de +16,96 % par rapport à 2016 | 48,85           | 264,5             |
| Aizenay               | 10 218           | en évolution de +9,71 % par rapport à 2016  | 81,06           | 126,1             |
| Source : Insee.       |                  |                                             |                 |                   |

## Structures des variations de population

### Soldes naturels et migratoires depuis 1968
La variation moyenne annuelle est positive mais en baisse depuis les années 1970, passant de 1 à 0,8 %.
Le solde naturel annuel qui est la différence entre le nombre de naissances et le nombre de décès enregistrés au cours d'une même année, a baissé, passant de 0,7 à −0,2 %. La baisse du taux de natalité, qui passe de 17,5 à 9,1 ‰, n'est en fait pas compensée par une baisse équivalente du taux de mortalité, qui parallèlement passe de 10,8 à 10,6 ‰.
Le flux migratoire est positif et en augmentation sur la période courant de 1968 à 2021, passant de 0,3 à 1 %. 
| Indicateurs démographiques                       | 1968 à1975 | 1975 à1982 | 1982 à1990 | 1990 à1999 | 1999 à2010 | 2010 à2015 | 2015 à2021 |
| ------------------------------------------------ | ---------- | ---------- | ---------- | ---------- | ---------- | ---------- | ---------- |
| Variation annuelle moyenne de la population en % | 1,0        | 1,0        | 0,7        | 0,6        | 1,5        | 1,0        | 0,8        |
| - due au solde naturel en %                      | 0,7        | 0,5        | 0,3        | 0,2        | 0,3        | 0,2        | -0,2       |
| - due au solde apparent des entrées sorties en % | 0,3        | 0,5        | 0,3        | 0,5        | 1,2        | 0,8        | 1,0        |
| Taux de natalité en ‰                            | 17,5       | 15,6       | 13,3       | 11,2       | 12,2       | 11,3       | 9,1        |
| Taux de mortalité en ‰                           | 10,8       | 10,4       | 10,0       | 9,6        | 9,6        | 9,6        | 10,6       |
| Source : Insee.                                  |            |            |            |            |            |            |            |

### Mouvements naturels sur la période 2014-2022
En 2014, 7 070 naissances ont été dénombrées contre 6 373 décès. Le nombre annuel des naissances a diminué depuis cette date, passant à 5 896 en 2022, indépendamment à une augmentation, mais relativement faible, du nombre de décès, avec 8 511 en 2022. Le solde naturel est ainsi négatif et diminue, passant de 697 à −2 615.
Pour des raisons techniques, il est temporairement impossible d'afficher le graphique qui aurait dû être présenté ici.

## Densité de population
La densité de population est en augmentation depuis 1968.
En 2021, la densité était de 104,1 hab./km2.
| 1968 |  | 62.7 |  |

| 1975 |  | 67.1 |  |

| 1982 |  | 71.9 |  |

| 1990 |  | 75.8 |  |

| 1999 |  | 80.3 |  |

| 2010 |  | 94.5 |  |

| 2015 |  | 99.2 |  |

| 2021 |  | 104.1 |  |

## Répartition par sexes et tranches d'âges
La population du département est plus âgée qu'au niveau national.
En 2021, le taux de personnes d'un âge inférieur à 30 ans s'élève à 31 %, soit en dessous de la moyenne nationale (35,1 %). À l'inverse, le taux de personnes d'âge supérieur à 60 ans est de 32,2 % la même année, alors qu'il est de 26,6 % au niveau national.
En 2021, le département comptait 341 841 hommes pour 357 618 femmes, soit un taux de 51,13 % de femmes, légèrement inférieur au taux national (51,61 %).
Les pyramides des âges du département et de la France s'établissent comme suit.
| Hommes | Classe d’âge | Femmes |
| ------ | ------------ | ------ |
| 0,8    | 90 ou +      | 2,2    |
| 8,7    | 75-89 ans    | 11,1   |
| 20,3   | 60-74 ans    | 21,3   |
| 20     | 45-59 ans    | 19,4   |
| 17,5   | 30-44 ans    | 16,8   |
| 15     | 15-29 ans    | 13,2   |
| 17,7   | 0-14 ans     | 16,1   |

| Hommes | Classe d’âge | Femmes |
| ------ | ------------ | ------ |
| 0,7    | 90 ou +      | 1,9    |
| 7,0    | 75-89 ans    | 9,5    |
| 16,6   | 60-74 ans    | 17,5   |
| 20,0   | 45-59 ans    | 19,5   |
| 18,8   | 30-44 ans    | 18,3   |
| 18,3   | 15-29 ans    | 16,7   |
| 18,6   | 0-14 ans     | 16,7   |

## Répartition par catégories socioprofessionnelles
La catégorie socioprofessionnelle des retraités est surreprésentée par rapport au niveau national. Avec 35,2 % en 2021, elle est 8,4 points au-dessus du taux national (26,8 %). La catégorie socioprofessionnelle des autres personnes sans activité professionnelle est quant à elle sous-représentée par rapport au niveau national. Avec 11 % en 2021, elle est 6 points en dessous du taux national (17 %).
| Catégorie socioprofessionnelle                    | 2015    | 2015 | 2021    | 2021 | Détails de l'année 2021 | Détails de l'année 2021 | Détails de l'année 2021            | Détails de l'année 2021            | Détails de l'année 2021            |
| Catégorie socioprofessionnelle                    | Nb      | %    | Nb      | %    | Hommes                  | Femmes                  | Part en % de la population âgée de | Part en % de la population âgée de | Part en % de la population âgée de |
| Catégorie socioprofessionnelle                    | Nb      | %    | Nb      | %    | Hommes                  | Femmes                  | 15 à 24 ans                        | 25 à 54 ans                        | 55 ans ou +                        |
| ------------------------------------------------- | ------- | ---- | ------- | ---- | ----------------------- | ----------------------- | ---------------------------------- | ---------------------------------- | ---------------------------------- |
| Agriculteurs exploitants                          | 9 287   | 1,7  | 7 707   | 1,3  | 6 131                   | 1 576                   | 0,3                                | 2,1                                | 0,9                                |
| Artisans, commerçants, chefs d'entreprise         | 21 239  | 3,9  | 22 739  | 3,9  | 15 120                  | 7 619                   | 0,6                                | 7,2                                | 1,8                                |
| Cadres et professions intellectuelles supérieures | 25 299  | 4,6  | 29 803  | 5,1  | 17 628                  | 12 175                  | 1,0                                | 9,5                                | 2,2                                |
| Professions intermédiaires                        | 68 084  | 12,5 | 74 151  | 12,7 | 34 725                  | 39 426                  | 8,7                                | 24,1                               | 3,6                                |
| Employés                                          | 84 837  | 15,6 | 85 047  | 14,6 | 16 915                  | 68 131                  | 15,8                               | 24,4                               | 5,6                                |
| Ouvriers                                          | 93 712  | 17,2 | 94 779  | 16,2 | 71 113                  | 23 666                  | 22,3                               | 26,9                               | 5,3                                |
| Retraités                                         | 183 317 | 33,7 | 205 400 | 35,2 | 95 886                  | 109 514                 | 0,0                                | 0,2                                | 75,0                               |
| Autres personnes sans activité professionnelle    | 58 741  | 10,8 | 64 357  | 11,0 | 25 354                  | 39 003                  | 51,2                               | 5,6                                | 5,7                                |
| Ensemble                                          | 544 514 | 100  | 583 983 | 100  | 282 873                 | 301 111                 | 100                                | 100                                | 100                                |
| Sources : Insee,.                                 |         |      |         |      |                         |                         |                                    |                                    |                                    |